# U-952
U-952 – niemiecki okręt podwodny (U-Boot) typu VII C z okresu II wojny światowej. Okręt wszedł do służby w 1942.

## Historia
Podczas II wojny światowej odbył 5 patroli bojowych spędzając w morzu 194 dni. Zatopił: 2 statki o łącznym tonażu 13.374 BRT, jeden okręt – brytyjską korwetę HMS „Polyanthus” (925 ton) oraz uszkodził jeden statek (7.176 BRT). Zatopiony 6 sierpnia 1944 przez amerykańskie samoloty podczas nalotu na port w Tulonie.

## Przebieg służby
- 10.12.1942 – 30.04.1943 – 5. Flotylla U-bootów w  Kilonii (szkolenie) (szkolenie)
- 01.05.1942 – 31.01.1944 – 3. Flotylla U-bootów w  La Pallice (okręt bojowy)
- 01.02.1944 – 06.08.1944 – 29. Flotylla U-bootów w  Tulonie (okręt bojowy)
- 06.08.1944 – zatopiony

Dowódcy:

10.12.1942 – 06.08.1944 – Kapitanleutnant (kapitan marynarki) Oskar Curio